# Sonda multiparâmetro

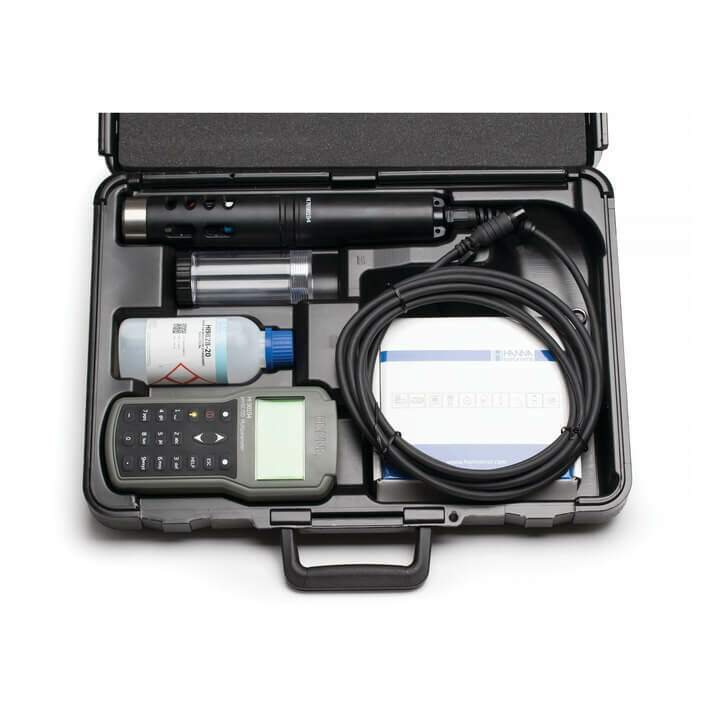
Sonda multiparâmetro armazenada em seu estojo de transporte.

Sonda multiparâmetro ou sonda multiparamétrica é um dispositivo portátil capaz de registrar simultaneamente diversos parâmetros físico-químicos da água. Vários sensores podem ser acoplados à sonda, tais como: temperatura, condutividade elétrica, potencial hidrogeniônico (pH), oxigênio dissolvido, turbidez, clorofila, pressão, entre outros. Em conjunto, esses parâmetros permitem fazer inferência sobre a qualidade da água, sendo que os sensores da sonda disponibilizam os resultados em alguns segundos ou minutos.
A sonda multiparâmetro reúne diferentes tecnologias que foram aprimoradas e integradas para facilitar a avaliação da qualidade da água, tornando-a um procedimento rápido, eficiente e de baixo custo (quando comparado à aquisição de diversos equipamentos separadamente). Assim, esse dispositivo é capaz de registrar e armazenar diferentes variáveis físico-químicas da água.

## Parâmetros físico-químicos

### Temperatura

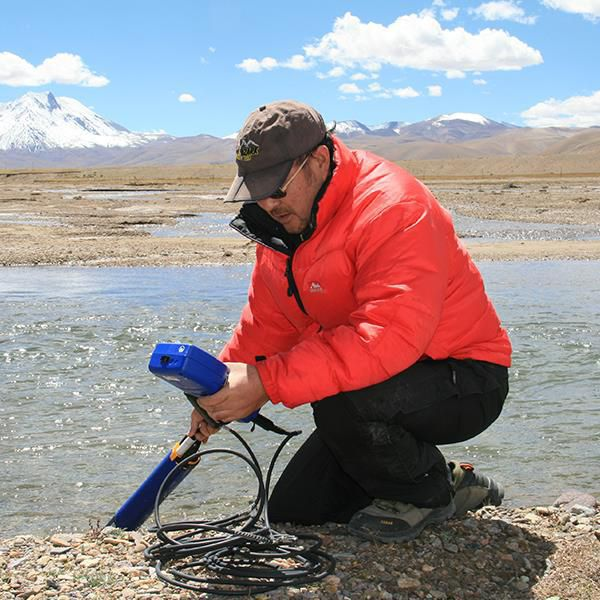
Utilização de uma sonda multiparâmetro em estudo de campo

Temperatura é a quantidade de energia cinética em um sistema. Em um corpo hídrico, sua temperatura pode estar relacionada com fatores naturais e/ou antrópicos. As variações naturais de temperatura na coluna de água geralmente estão relacionadas com a incidência de radiação solar, que pode transferir calor por irradiação, condução e convecção. Variações antrópicas de temperatura em um sistema aquático podem ocorrer a partir do aporte de efluentes, tais como água de torres de resfriamento e despejos industriais.
A temperatura é um fator que influencia praticamente todos os processos físicos, químicos e biológicos que ocorrem na água, incluindo pH, condutividade elétrica e oxigênio dissolvido. Os organismos aquáticos estão evolutivamente adaptados para viver em uma determinada faixa de temperatura. Eles conseguem suportar oscilações somente até determinados limites, acima dos quais eles morrem ou sofrem inativação.
A variação de temperatura nos corpos de água é sazonal e acompanha as flutuações climáticas ao longo do ano. Em geral, um aumento na temperatura da água pode ter como efeito:
- Diminuição da densidade e da viscosidade (para temperaturas acima de 4 °C), facilitando a sedimentação do material particulado em suspensão;
- Redução da solubilidade de gases dissolvidos, entre eles oxigênio, dióxido de carbono e amônia;
- Liberação de substâncias orgânicas voláteis, podendo causar mau odor;
- Aumento da velocidade das reações bioquímicas (aeróbias e anaeróbias) de degradação da matéria orgânica;
- Aumento da taxa de crescimento dos organismos aquáticos;
- Liberação de gases tóxicos, como o sulfeto de hidrogênio;
- Desnaturação de proteínas que constituem a matéria orgânica viva;
- Aumento da toxicidade de substâncias dissolvidas na água.

### Condutividade elétrica
A condutividade mede a capacidade da água em transmitir corrente elétrica e está diretamente relacionada à concentração de espécies iônicas dissolvidas, principalmente inorgânicas. Desta forma, a condutividade elétrica da água depende da sua concentração de íons. Quanto maior a concentração iônica, maior será a capacidade de uma solução conduzir corrente elétrica. A partir da medida de condutividade elétrica pode-se estimar a quantidade de sais dissolvidos na água, isto é, sua salinidade.
| Amostra               | Condutividade |
| --------------------- | ------------- |
| Água pura             | 0,055         |
| Água destilada        | 0,5 - 5       |
| Água da chuva         | 5 - 30        |
| Água do mar           | 45000 - 55000 |
| Água doce subterrânea | 30            |

### pH
| Tipo de água                    | pH             |
| ------------------------------- | -------------- |
| Água superficial não poluída    | 6,5 - 8,5      |
| Água superficial poluída        | 3,0 - 12,0     |
| Água de chuva não poluída       | 4,6 - 6,1      |
| Água de chuva ácida             | 2,0 - 4,5      |
| Água do mar                     | 7,8 - 8,2      |
| Água pantanosa                  | 5,0 - 5,5      |
| Água subterrânea                | ≤ 2,0 - 12,0   |
| Água ácida de mineração         | 1,5 - 3,5      |
| Efluente industrial e doméstico | ≤ 1,0 - ≥ 12,0 |

O pH é a medida da atividade dos íons hidrogênio em uma solução, que pode ser aproximada pela concentração dos íons H+ em soluções diluídas. A escala varia de 0 a 14, expressando condições ácidas (pH abaixo de 7), neutras (pH próximo de 7) ou alcalinas (pH acima de 7) no corpo hídrico. A água pura apresenta pH 7,0 a 25 °C, pois apresenta a mesma concentração de íons H+ e OH- provenientes da dissociação da molécula de água.
Valores de pH na faixa de 6 a 9 são considerados adequados para a sobrevivência da maioria dos organismos em longo prazo. Valores acima ou abaixo desses limites podem ser prejudiciais ou letais para inúmeros organismos aquáticos. Em corpos hídricos com elevada densidade de fitoplâncton, o pH pode atingir naturalmente valores acima de 9,0 durante o período de máxima insolação, devido à atividade fotossintética que remove dióxido de carbono da água. O pH influencia na solubilidade de substâncias na água (por exemplo, sais metálicos), na especiação química dos elementos e nos processos de adsorção/sedimentação de metais e outras substâncias.

### Oxigênio dissolvido
| Temperatura (°C) | Solubilidade do oxigênio (mg/L) |
| ---------------- | ------------------------------- |
| 0                | 14,62                           |
| 3                | 13,48                           |
| 6                | 12,48                           |
| 9                | 11,59                           |
| 12               | 10,83                           |
| 15               | 10,15                           |
| 18               | 9,54                            |
| 21               | 8,99                            |
| 24               | 8,53                            |
| 27               | 8,07                            |
| 30               | 7,63                            |

O oxigênio dissolvido é essencial para os organismos aeróbios. Durante a degradação da matéria orgânica, as bactérias consomem oxigênio em seus processos respiratórios. Isso causa uma redução na concentração de oxigênio dissolvido na coluna de água, sendo um fator limitante para manutenção da vida aquática. O oxigênio dissolvido é o principal parâmetro de caracterização dos efeitos da poluição aquática por despejos orgânicos.
A disponibilidade de oxigênio dissolvido na água pode ter como origem duas fontes: endógena e exógena. A primeira diz respeito ao oxigênio produzido pelos organismos aquáticos fotossintetizantes. Já a segunda refere-se ao oxigênio atmosférico transferido para água através da difusão a partir da atmosfera. A variação da concentração de oxigênio dissolvido em um corpo hídrico pode ocorrer em função de ciclos nictemerais (24 horas) e/ou sazonais (365 dias). Tais ciclos naturais são governados por fatores como temperatura, salinidade, turbulência, atividade fotossintética e pressão atmosférica.
A solubilidade do oxigênio diminui conforme aumenta a temperatura e a salinidade da água. Assim, a quantidade de oxigênio que se dissolve a 0 °C é mais que o dobro daquela que se dissolve a 35 °C. A concentração de oxigênio dissolvido na água pode ser expressa em mg/L. Alternativamente, também é possível expressar o oxigênio dissolvido em termos de seu percentual de saturação na água.
A medida da concentração de oxigênio dissolvido é uma etapa fundamental na verificação da qualidade da água, pois esse gás está envolvido na maioria dos processos biológicos e químicos nos corpos aquáticos. Concentrações abaixo de 5 mg/L podem afetar adversamente o funcionamento e a sobrevivência de comunidades biológicas, enquanto concentrações abaixo de 2 mg/L podem levar à morte massiva de peixes.

### Turbidez
Turbidez é uma propriedade física da água que reduz a sua transparência devido à presença de material particulado em suspensão, tais como partículas de sedimento, detritos orgânicos e organismos planctônicos. Esse material pode reduzir a penetração da luz na coluna de água, prejudicando a fotossíntese. As partículas em suspensão na água dispersam a luz e deixam-na com aparência turva. A unidade matemática utilizada na medição da turbidez é o NTU, sigla que deriva do inglês nephelometric turbidity unit.

### Clorofila
A clorofila é o principal pigmento responsável pelo processo fotossintético, sendo frequentemente utilizada como indicadora da biomassa fitoplanctônica. O crescimento excessivo de algas e/ou cianobactérias devido ao enriquecimento da água com nutrientes (principalmente nitrogênio e fósforo) é um fenômeno conhecido como eutrofização. Durante esse processo é comum observar a dominância de espécies de cianobactérias no plâncton. Florações de cianobactérias são potencialmente tóxicas e podem afetar de forma negativa a dinâmica do ambiente. Assim, a clorofila pode ser considerada uma importante variável indicadora do estado trófico de ambientes aquáticos e uma ferramenta útil na avaliação do impacto de contaminantes orgânicos e inorgânicos. Uma correlação entre a ocorrência de espécies fitoplanctônicas e a clorofila pode ser empregada para buscar indicadores biológicos da qualidade de um corpo aquático.

## Utilização em oceanografia
Em estudos oceanográficos, a sonda multiparâmetro é um equipamento importante para conhecer as variáveis físico-químicas de uma determinada parcela de água. Os dados coletados com a sonda fornecem informações importantes para todas as áreas da oceanografia (física, química, biológica e geológica). Existem diferentes modelos de sondas multiparâmetro que se adequam às condições particulares de cada ambiente (estuário, nerítico ou oceânico).
Conhecer as variáveis ambientais no oceano é essencial para investigar a distribuição das propriedades físico-químicas da água e entender como elas podem influenciar os organismos presentes em determinado ambiente. Assim, pode-se chegar a um melhor entendimento sobre o funcionamento dos ecossistemas marinhos.
A sonda multiparâmetro também pode ser utilizada em um monitoramento ambiental contínuo. Neste caso, o equipamento pode ser fundeado a uma certa profundidade na coluna de água, passando a registrar e armazenar dados ao longo do tempo. Alternativamente, ainda é possível configurá-la para enviar dados em tempo real para uma central de monitoramento. Os dados enviados pela sonda, juntamente com outros dados (ondas e correntes, por exemplo), podem ser inseridos em modelos matemáticos a fim de simular a dinâmica de diversas variáveis na área monitorada. Desta forma, a sonda multiparâmetro pode auxiliar na tomada de decisão de interesse público ou privado, seja no caso de desastres ambientais, obras de engenharia (ex.: abertura de canais), áreas portuárias, fazendas de aquicultura, entre outros.